# Rainer Mausfeld
 (janvier 2019).
Rainer Mausfeld, né le 22 décembre 1949 à Iserlohn, est un professeur émérite allemand de psychologie générale à l'Université Christian-Albrecht de Kiel. Ses domaines de recherche sont la perception et les sciences cognitives, ainsi que l'histoire de la psychologie.
Depuis 2015 il publie sur les méthodes de manipulation mentale dans les médias et dans la politique, et sur la transformation de la démocratie représentative à une démocratie d'élite néolibérale qu'il observe.

## Biographie

### Éducation et parcours académique
De 1969 à 1979, Mausfeld étudie la psychologie, les mathématiques et la philosophie à l'Université rhénane Frédéric-Guillaume de Bonn, puis la psychologie mathématique à l'Université de Nimègue. En 1981, il devient professeur à l'Institut de recherche de la Studienstiftung des deutschen Volkes à Bonn.
En 1984, il reçoit son doctorat à l'Université de Bonn avec une thèse sur les échelles de Gustav Fechner. L'orientation de son travail repose sur les principes de la construction d'échelles de discrimination psychophysique. 
Il est professeur invité à Irvine (Université de Californie) en 1987. Il est habilité en 1990 à Bonn avec des travaux de recherche portant principalement sur la psychologie de la perception.
En 1992, il accepte une chaire de professeur de psychologie générale à l'Université de Mannheim. En 1993, il part travailler à l'Université de Kiel.

### Fonctions institutionnelles
Mausfeld est le chef de projet de la Fondation allemande pour la recherche DFG (« Deutsche Forschungsgemeinschaft ») et directeur d'une recherche internationale du Centre de recherche interdisciplinaire ZIF (« Zentrum für interdisziplinäre Forschung ») à l'université de Bielefeld, de 1995 à 1996. 
Depuis 2004, il est membre de l'Académie allemande des sciences Leopoldina dans la section de psychologie et sciences cognitives.

### Approche du travail de recherche
Depuis sa thèse, la psychologie de la perception est au centre de ses travaux universitaires. En particulier, la perception de la couleur est au premier plan de ses recherches. Dans le cadre de celles-ci, il analyse également les fondements théoriques de la psychologie expérimentale et de la compréhension. Le thème de la psychophysique de Gustav Fechner et des échelles de Fechner est le point de départ[De quoi ?],.
Selon l'Académie allemande des Sciences Leopoldina, ses travaux scientifiques portent sur « ... les formes conceptuelles du système de perception sur la base desquelles les entrées physiques peuvent activer des catégories de sens, les fondements architecturaux de la capacité à prendre simultanément de multiples perspectives mentales, la structure et les principes de calcul de l'analyse causale interne, qui peuvent inclure : l'activité mentale interne peut être séparée des causes externes ».
Comme autre domaine d'intérêts, Mausfeld mentionne l'histoire des idées des sciences naturelles, spécialement celle du XVIIe siècle. L'histoire de la psychologie perceptive est en premier plan. 
Il s'exprime sur la rivalité entre la psychologie cognitive et les neurosciences. Il considère le réductionnisme neurologique comme un problème important concernant la relation entre la psychologie et les sciences cognitives. Contrairement aux approches biologiques, il voit la nature particulière du spirituel dans, entre autres, la « multiperspectivité intrinsèque » de l'esprit.
Depuis 2009, il publie sur des aspects éthiques et politiques de la psychologie concernant la recherche et le développement de la méthodologie de la torture blanche>.
Il donne depuis 2015 des conférences et publie des essais et des monographies sur la propagande et la manipulation politiques ainsi que sur l'analyse et la critique de la démocratie représentative. 

#### Perception des couleurs
Selon Mausfeld, la psyché ne se contente pas de refléter les données physiques de la perception des couleurs. Il critique une conception élémentariste, atomiste de la psychologie perceptuelle, qui explique les perceptions par l'interaction de facteurs simples (« conception instrumentale de la perception »). Ce qui est crucial pour la perception des couleurs, c'est la cohérence globale de la perception visuelle. L'expérience sensorielle, selon Mausfeld, est toujours connectée avec une perception. Les sens sont des outils de l'esprit. Un exemple de l'influence de l'esprit sur la perception est, selon sa compréhension, la paréidolie.

#### Nature, conscience et liberté
Selon Mausfeld, la connaissance des circuits neuronaux et de leur activité n'est pas suffisante pour expliquer les processus de conscience et de pensée. Même le comportement d'organismes comparativement peu complexes, tels que les nematodes, ne peut pas s'expliquer simplement par l'activité neuronale. Donc, la relation entre la nature et l'esprit doit se situer, selon le point de vue de Mausfeld, au-delà du niveau neuronal dans le domaine physique. Cette relation peut aussi se discerner dans le fait que la nature semble plus mystérieuse pour nous que notre conscience même. Mausfeld voit l'aspect essentiel de la conscience dans la simplicité et la totalité de l'expérience subjective, qui se révèle cependant au psychologue comme une interaction complexe de facteurs partiellement inconscients. Seule, la « multiperspectivité intrinsèque » de la pensée ouvre aux humains les possibilités de penser et d'agir de manière alternative, selon Mausfeld. Cela signifie que l'être humain peut organiser la même perception de façon différente dans les images ambiguës, par exemple, mais aussi dans le langage métaphorique du genre humain. Mausfeld explique cette capacité à organiser la perception à travers une architecture fonctionnelle complexe dans laquelle les prédéterminations biologiques, reliant les mécanismes entre la stimulation sensorielle et la perception, et les modèles sémantiques fonctionnent ensemble.

#### La torture blanche et la responsabilité de la science
Dans son travail, Mausfeld commente un article de psychologues du développement, traitant de l'application et de la justification de méthodes modernes de torture blanche. Selon lui, ces psychologues n'ont pas pour objectif, comme ils l'affirment, de recueillir de l'information, mais de casser la volonté, d'imposer une discipline, et d'humilier les victimes. Un groupe de travail de l'Association américaine de psychologie « American Psychological Association » (APA) faisant des recherches sur la participation des psychologues au bureau de l'association et au département de la Défense des États-Unis a eu une influence sur son travail. Mausfeld utilise l'exemple de la recherche de la torture pour définir les principes et limites éthiques et légales du travail scientifique. Il considère que le respect des droits humains possède une valeur absolue,.

## Publications

### Pourquoi les agneaux sont-ils silencieux?(2015)
Dans sa publication de 2015 (3e édition, 2018) Pourquoi les agneaux sont-ils silencieux?, Alors que la démocratie élitiste et le néolibéralisme détruisent notre société et nos fondements de la vie, Mausfeld affirme que les définitions originales des concepts de démocratie et de liberté ont été déformées d'une manière qui rappelle George Orwell.  Dans sa forme actuelle, la démocratie représentative est simplement une « oligarchie électorale » et la liberté apparaît simplement à Mausfeld comme le pouvoir des puissants sur le plan économique.  Dans son analyse critique de la démocratie, il s’appuie notamment sur les travaux d’Ingeborg Maus et Alex Carey. Sécuriser le pouvoir de la nouvelle élite, qui est principalement l’élite financière, s'instaure à la faveur de nouvelles formes de transformation du pouvoir et en manipulant la conscience pour « rendre le pouvoir invisible ».  Selon lui, les médias jouent un rôle décisif dans cette manipulation . Selon lui, le néolibéralisme est une idéologie rationnelle qui a réussi à s’établir secrètement en tant que cadre narratif et à s’affirmer comme une interprétation de la réalité qui semble n'avoir aucune alternative. 
Mausfeld présente la surcharge d’informations, la fragmentation et la décontextualisation / recontextualisation des informations comme trois techniques de propagande particulièrement importantes (en ce qui concerne la gestion de l'opinion), car ces trois techniques rendent invisibles les événements et les connexions réels.

### Phénomènes d'unÉtat profonden tant que manifestations ducapitalisme autoritaire(2017)
L'essai de Mausfeld dans l'anthologie Façade de la démocratie et l'état profond. Dans le chemin à une ère autoritaire , édité par Ulrich Mies et Jens Wernicke, soutient la thèse selon laquelle la démocratie représentative a toujours servi l'objectif « de refuser au peuple la capacité de légiférer lui-même ainsi que le droit d'agir en acteur politique indépendant ». Les véritables centres de pouvoir sont en partie invisibles pour la population et ne peuvent être éliminés démocratiquement. Ils ne sont pas soumis à la responsabilité publique et sont organisés de manière extrêmement autoritaire. 
Selon Mausfeld, la question de savoir comment la domination est organisée peut recevoir une réponse empirique : les centres réels du pouvoir politique, selon des études connues, se situent bien au-delà de tout contrôle démocratique et, en même temps, ils déterminent pratiquement tous les principes fondamentaux et décisions politiques. Utilisant le critère d'évaluation de la Bundeszentrale für politische Bildung (Agence fédérale pour l'éducation civique) afin de savoir si une forme de gouvernement peut être décrite comme une démocratie, Mausfeld considère les analyses empiriques actuelles comme la preuve que « les démocraties capitalistes occidentales sont en fait une nouvelle forme de gouvernement totalitaire ». 
Cependant, il rejette le concept d'un État profond tel que le présente Mike Lofgren comme trop simple, car ce terme contient « des attributions concrètes de causes à des catégories personnelles », qui conduisent à une mystification des mécanismes réels et plus subtils du contrôle social intérieur.

### Réception
Sciences
Les contributions de Mausfeld à la critique des médias et du capitalisme, selon le scientifique nord-américain Michael Butter, présentent des « caractéristiques fortement populistes et parfois conspirationnistes ». En ce qui concerne son domaine, Mausfeld, écrit Butter, manquait de compétences pour commenter des thèmes politiques, mais il se percevait autorisé à le faire en raison de son titre de professeur.
Presse
Dans son article paru dans Deutschlandfunk Kultur, Bodo Morshäuser appelle la publication de Mausfeld « Pourquoi les agneaux sont-ils silencieux ? une déclaration plaintive. Ce livre, que Mausfeld voulait voir compris comme un avertissement détaillé, montre comment une industrie de l'endoctrinement financée par des fonds privés » mène à une guerre psychologique contre la population. Les médias, les fondations, les groupes de réflexion et les groupes de pression ont manipulé l'esprit humain à son point le plus faible : le subconscient, à l'aide de techniques de puissance douce. La post-démocratie néolibérale a pour objectif de sécuriser et de légaliser le pouvoir illimité des riches sur les pauvres, atomisés, fragmentés et supervisés, et de leur faire prendre conscience, dans le processus de redistribution, que sa politique leur est favorable. Entre autres choses, les arrangements linguistiques qui limitaient la gamme d'opinions et l'espace de débat servaient cet objectif. Enfin, Morshäuser se plaint de ce que Mausfeld n’a pas cherché à élaborer d’alternatives à la démocratie représentative ni à citer des tentatives antérieures de procédures démocratiques qui ont fonctionné : « Il a écrit un livre indigné ». 
Dans sa chronique régulière de la Neue Zürcher Zeitung, Milosz Matuschek appelle Mausfeld un « éclaireur du peuple » et le situe dans la tradition intellectuelle de Wilhelm von Humboldt, John Dewey et Noam Chomsky. Mausfeld a expliqué en détail comment la relation imagée entre berger et troupeau d'agneaux s'articule dans le quotidien. Cette métaphore constitue un fil rouge dans la philosophie politique de Platon, David Hume, James Madison, Frédéric II, Alexis de Tocqueville, Bertrand Russell et Harold Lasswell. Matuschek avertit que les démocrates fuient la démocratie. Selon Matuschek, le système devait être entièrement rénové. Mausfeld précise que pour sauver la démocratie, chacun doit commencer par soi-même.
Dans le journal allemand Neues Deutschland, Daniela Dahn affirme que Mausfeld a examiné avec une rare perspicacité ce qui nous est arrivé, « que nous sommes impuissants à voir comment la domination des élites et le néolibéralisme détruisent la société et nos moyens de subsistance ». Cependant, même Karl Marx a souligné dans L'Idéologie allemande que les pensées des dirigeants sont toujours les pensées prédominantes en raison de leur puissance matérielle. Sans endoctrinement, la société ne fonctionnerait pas ; elle dépendrait de l'illusion d'autodétermination politique des citoyens. Mausberg s'est appuyé sur des penseurs critiques de la démocratie, tels que Noam Chomsky et Sheldon Wolin. Dahn critique Mausfeld pour son opinion trop radicale, car l’existence même de son livre est la preuve que les circonstances ne sont pas encore totalitaires. La pratique de l'État peut être renforcée. Mausfeld lui-même voit un espoir de changement en surmontant l'apathie politique.

### Vie privée
Mausfeld vit à Dänisch-Nienhof et est marié à la psychologue et psychanalyste Gisela Bergmann-Mausfeld,. 